# Conus borgesi
Conus borgesi é uma espécie de gastrópode do gênero Conus, pertencente a família Conidae. É endémica de Cabo Verde.